# Osprynchotus moeroi
Osprynchotus moeroi är en stekelart som beskrevs av Alessandro Ghigi 1911. Osprynchotus moeroi ingår i släktet Osprynchotus och familjen brokparasitsteklar. Inga underarter finns listade i Catalogue of Life.